# Terbium(III)-chlorid
Terbium(III)-chlorid ist eine chemische Verbindung aus der Gruppe der Chloride.

## Gewinnung und Darstellung
Das Hexahydrat von Terbium(III)-chlorid kann durch Reaktion von Terbium(III)-oxid mit Salzsäure gewonnen werden.
{\displaystyle \mathrm {Tb_{2}O_{3}+6\ HCl\longrightarrow 2\ TbCl_{3}+3\ H_{2}O} }
Es kann auch direkt aus den Elementen synthetisiert werden.
{\displaystyle \mathrm {2\ Tb+3\ Cl_{2}\longrightarrow 2\ TbCl_{3}} }

## Eigenschaften
Terbium(III)-chlorid ist ein weißes hygroskopisches Pulver. Es kristallisiert in einer orthorhombischen Plutonium(III)-bromid-Kristallstruktur mit der Raumgruppe Cmcm (Raumgruppen-Nr. 63).

## Verwendung
Terbium(III)-chlorid wird in der Halbleiterindustrie verwendet. Das Hexahydrat spielt eine wichtige Rolle als Aktivator von grünen Leuchtstoffen in Farb-TV-Röhren und wird auch in speziellen Lasern sowie als Dotierungsmaterial in Solid-State-Geräten verwendet.